# Bacescomysis atlantica
Bacescomysis atlantica är en kräftdjursart som först beskrevs av Lagardère 1983.  Bacescomysis atlantica ingår i släktet Bacescomysis och familjen Petalophthalmidae. Inga underarter finns listade i Catalogue of Life.